# Ismail Alijewitsch Berdijew

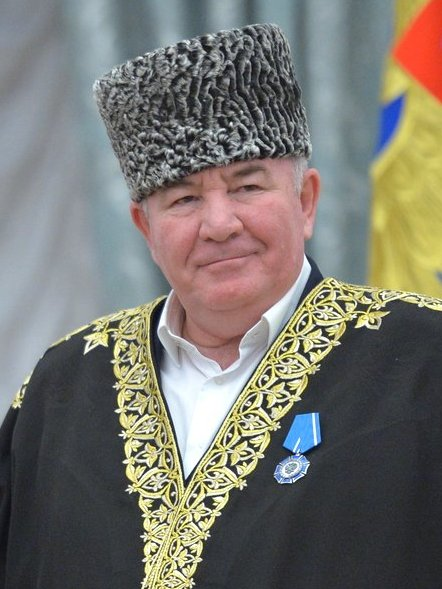
Berdijew (2016)

Ismail Alijewitsch Berdijew (russisch Исмаил Алиевич Бердиев; wiss. Transliteration Ismail Alievič Berdiev, oft in der Namensform Ismail Berdiyev, in karatschai-balkarischer Sprache Бердилени Алиини джашы Исмаил-хаджи; geb. 17. Februar 1954 im Dorf Utschkeken im Rajon Malokaratschajewski, Karatschai-Tscherkessien; gest. 5. August 2024) war ein führender islamischer Geistlicher im Nordkaukasus.

## Biographie
Berdijew war seit 1989 Vorsitzender des Koordinationszentrums der Muslime des Nordkaukasus sowie Mufti der Republik Karatschai-Tscherkessien und der Region Stawropol. Zudem war er Mitglied des Rates für die Zusammenarbeit mit religiösen Vereinigungen unter dem Präsidenten der Russischen Föderation (russ. Совет по взаимодействию с религиозными объединениями) und des Interreligiösen Rates Russlands (Mezhreligioznogo soveta Rossii).
Er war Mitglied des Obersten Religiösen Rates der Kaukasusvölker.
Er absolvierte seine theologische Ausbildung an der Mir-i-Arab-Medrese in Buchara und der Islamischen Universität in Taschkent und studierte an der al-Azhar-Universität in Kairo. Nach Abschluss seines Studiums wurde er Imam einer Moschee in seinem Heimatdorf Utschkeken.
Er war verheiratet und Vater zweier Töchter.

## Genitalverstümmelung
Berdijew war der Meinung, dass Beschneidung von Frauen und Kindern keineswegs der Gesundheit schade. Sie würde lediglich „die weibliche Lust ein wenig beruhigen“, sagte er. „Gut wäre es, wenn dies an allen Frauen vorgenommen würde. Dann gäbe es keine Verderbtheit auf der Welt.“ Berdijew betonte ausdrücklich: Beschneidungen seien keine Tradition des Islam, als Mittel gegen „sexuelle Unmoral“ seien sie jedoch wirksam.